# Falange (anatomia)

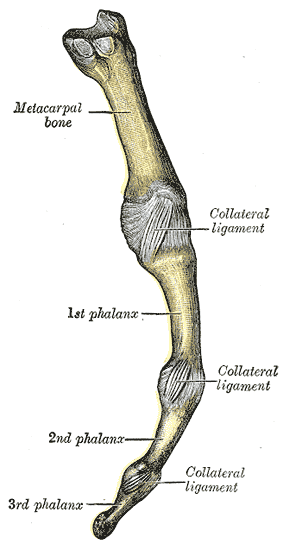
Scheletro di una delle ultime quattro dita della mano.

Si definisce falange ciascuna delle ossa che, articolandosi tra loro e con le ossa del metacarpo o del metatarso, compongono un dito della mano o del piede. 
A ciascuna falange viene dato un nome solitamente formato dal termine falange accompagnato da un aggettivo che ne identifichi la posizione o i rapporti. In alternativa si usa invece un nome che ne identifichi la grandezza: si ha così che il termine falange può anche identificare la prima e più lunga tra le falangi di un dito; in questo caso le restanti falangi sono dette, in ordine di lunghezza, falangina e falangetta.
Generalmente si contano, tanto nel piede quanto nella mano, 14 falangi, delle quali due compongono il primo dito (il pollice nella mano e l'alluce nel piede) mentre le restanti, tre per dito, compongono le ultime quattro dita.

## Caratteristiche anatomiche delle dita

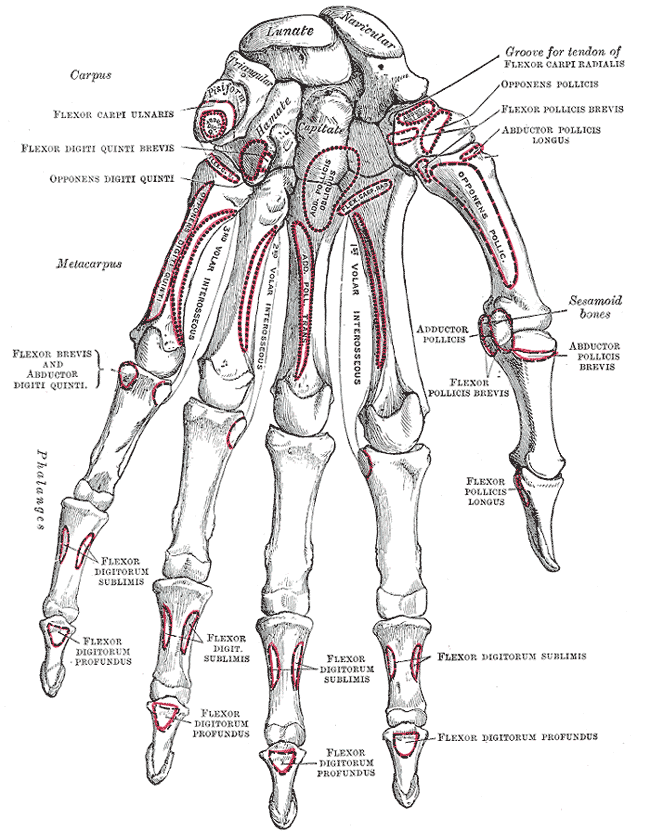
Scheletro della mano umana.

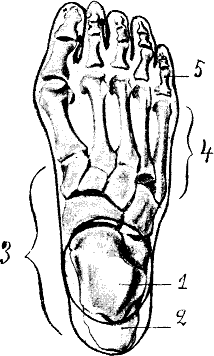
Scheletro del piede umano.

Le dita sono i cinque prolungamenti più distali di un arto. Nell'arto superiore le dita originano dal metacarpo di ciascuna mano e sono perciò dette dita della mano. Nell'arto inferiore le dita originano dal metatarso di ciascun piede e sono dette dita del piede. Le dita della mano e quelle del piede si differenziano per la lunghezza (le dita della mano, e quindi le falangi che le compongono, sono molto più lunghe di quelle del piede) e per i rapporti che contraggono con il segmento osseo che le precede (le dita della mano, a differenza di quelle del piede, possono opporsi al metacarpo conferendo alla mano l'abilità prensile). Ciononostante tanto le dita del piede che quelle della mano presentano architettura comune e sono formate da ossa che, pur differendo nelle dimensioni, hanno identica morfologia. Come già detto ciascun dito, tanto del piede quanto della mano, è il risultato dell'articolazione di tre falangi, fatta eccezione per il primo dito che ne possiede due.
Nel dito le falangi si dispongono in successione prolungando distalmente la direzione del corrispondente osso metacarpale o metatarsale. Altra importante caratteristica comune alle dita della mano e del piede è rappresentata della presenza delle unghie, specializzazione dell'apparato tegumentario che nel dito prende importante rapporto con la falange distale.

## Nomenclatura delle falangi
Come già detto le falangi che compongono le dita possono avere più nomi legati alla posizione, alla dimensione o ai rapporti della falange stessa. Tale nome può essere reso semplicemente accompagnando con un aggettivo il termine falange.

### Posizione
La nomenclatura basata sulla posizione considera l'ordine, in senso prossimo-distale, con cui si rilevano le falangi del dito rispetto all'osso metacarpale o metatarsale.
Pertanto si definisce falange prossimale o prima falange la falange che si articola con l'osso metacarpale o l'osso metatarsale, falange media o falange intermedia o seconda falange la falange che si articola con la falange prossimale e falange distale o terza falange la falange che si articola con la sola falange media.
Fanno eccezione l'alluce ed il pollice i quali, essendo formati da due sole falangi, mancano della falange media. Pertanto in questi casi la seconda falange è anche detta falange distale.

### Dimensione
La nomenclatura basata sulla dimensione fa riferimento al fatto che, in senso prossimo-distale, le falangi si riducono sempre di più in lunghezza.
Pertanto si definisce falange la falange prossimale, falangina la falange media e falangetta la falange distale.
Fanno eccezione il pollice e l'alluce che, mancando della falange media, presentano solo una falange ed una falangetta.

### Rapporti
La nomenclatura basata sui rapporti infine considera le strutture con cui le falangi prendono rapporto nel dito. Questa nomenclatura è specifica per le falangi distali e le falangi prossimali. Le falangi distali, prendendo rapporto con l'unghia sia nella mano che nel piede, sono dette falangi ungueali. Le falangi prossimali, prendendo rapporto col metacarpo nella mano e col metatarso nel piede, sono dette falangi metacarpali nella mano e falangi metatarsali nel piede.

## Descrizione
Per tutte le falangi è possibile descrivere una struttura generale individuata da caratteristiche comuni nella morfologia di tali ossa. Le falangi sono ossa lunghe e pari, situate nella porzione più distale degli arti, che sono pertanto costituite da una diafisi e due epifisi. La diafisi costituisce il corpo delle falange, che si presenta di forma pressoché cilindrica e determina la lunghezza della falange.  Le epifisi, distinte in una prossimale ed una distale, costituiscono le estremità articolari della falange. Dal momento che nell'architettura del dito le falangi instaurano articolazioni di diverso tipo, le epifisi presentano caratteristiche diverse a seconda della falange presa in considerazione. Ad ogni modo in tutte le falangi si definisce base l'epifisi prossimale e testa l'epifisi distale.

### Falangi delle mani

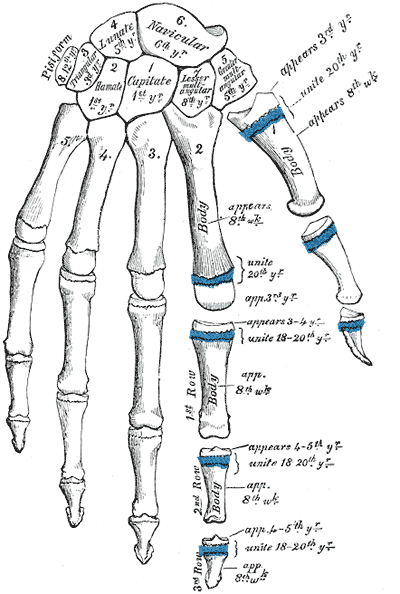
Centri di ossificazione delle falangi della mano.

Nella mano sono presenti tre falangi per ciascun dito, fatta eccezione per il pollice, che di norma ne possiede due. Molto rari sono i casi in cui un dito diverso dal pollice possiede due falangi. Inoltre questa organizzazione delle dita si mantiene anche nei casi di polidattilia. Tutte le falangi possiedono una diafisi di forma pressoché cilindrica schiacciata trasversalmente, una superficie dorsale convessa ed una superficie plantare concava. Sono tutte innervate dai nervi digitali dorsali e palmari.
- La falange prossimale di un dito è detta anche falange, falange metacarpale o prima falange. La base della prima falange presenta una cavità articolare rivestita di cartilagine che costituisce la cavità glenoidea della base della falange prossimale. Essa si articola con la testa dell'osso metacarpale corrispondente nell'articolazione metacarpo-falangea. La testa della prima falange presenta invece la troclea della falange prossimale che si articola con la base della corrispondente falange media nella prima articolazione interfalangea. Sulla base della falange prossimale del pollice si inseriscono il muscolo estensore breve del pollice, il muscolo abduttore breve del pollice ed il muscolo flessore breve del pollice. Sulla base delle falangi prossimali di secondo, terzo e quarto dito invece si inseriscono i muscoli interossei palmari ed i muscoli interossei dorsali della mano. Infine, sulla base della falange prossimale del V dito si inserisce lateralmente il quarto muscolo interosseo palmare e lateralmente i muscoli abduttore e flessore breve del mignolo.
- La falange media di un dito è detta anche falangina o seconda falange. La base della falange media presenta una cavità articolare rivestita di cartilagine e attraversata da una piccola cresta. Questa si continua sul margine palmare della base della falange nella fibrocartilagine articolare della falange media formando un'incisura che, articolandosi con la troclea della prima falange, forma la prima articolazione interfalangea. La testa della seconda falange, similmente alla testa della prima, presenta la troclea della testa della seconda falange che articolandosi con la base della terza falange forma la seconda articolazione interfalangea. Sulla base delle falangi medie delle ultime quattro dita si inseriscono i tendini del muscolo estensore comune delle dita mentre sul corpo delle falangi medie si inseriscono i tendini del muscolo flessore superficiale delle dita.
- La falange distale di un dito è detta anche falangetta, terza falange o falange ungueale. Similmente alla falange media, la base della falange distale presenta una cavità articolare rivestita di cartilagine e attraversata da una breve cresta che, continuandosi nella fibrocartilagine articolare della falange distale, forma un'incisura che, articolandosi con la troclea della seconda falange, forma la seconda articolazione interfalangea. La testa della terza falange invece si appiattisce ed assume forma triangolare, formando il triangolo della testa della terza falange. La superficie dorsale del triangolo funge da supporto per l'unghia, formandone il letto, mentre quella palmare funge da supporto per i polpastrelli delle dita delle mani. Sulla base della falange ungueale del pollice si inseriscono i tendini del muscolo flessore lungo del pollice e del muscolo estensore lungo del pollice. Sulla base delle falangi distali delle ultime quattro dita si inseriscono invece i tendini del muscolo flessore profondo delle dita e del muscolo estensore comune delle dita.

Tutte le falangi delle mani iniziano ad ossificarsi a partire dall'ottava settimana.

### Falangi dei piedi

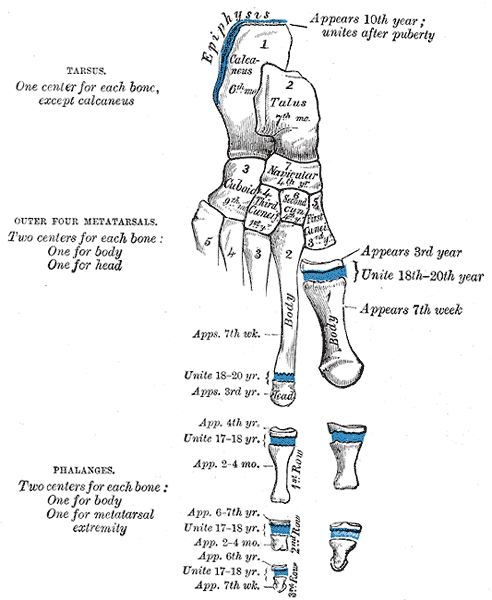
Centri di ossificazione delle falangi del piede.

Similmente alle dita della mano, nelle dita del piede sono presenti tre falangi per ciascun dito, fatta eccezione per l'alluce, che di norma ne possiede due. È tuttavia possibile riscontrare casi in cui in un dito vi siano due sole falangi. Ciò è piuttosto frequente nel quinto dito mentre è molto raro nei restanti tre. Le falangi dei piedi si distinguono in falangi prossimali, che si articolano con l'osso metatarsale, falangi medie, che si articolano sia con le falangi prossimali che con le falangi distali, che possiedono una sola articolazione con le falangi medie. Le falangi prossimali sono quelle di lunghezza maggiore, seguite dalle medie e dalle distali. Tutte le falangi possiedono una diafisi schiacciata trasversalmente, una superficie dorsale convessa ed una superficie plantare concava. Sono tutte innervate dai nervi digitali dorsali e plantari.
- La falange prossimale di un dito è detta anche falange, falange metatarsale o prima falange. La base della prima falange presenta una cavità articolare rivestita di cartilagine che costituisce la cavità glenoidea della base della falange prossimale. Essa si articola con la testa dell'osso metatarsale corrispondente nell'articolazione metatarso-falangea. La testa della prima falange presenta invece la troclea della falange prossimale che si articola con la base della corrispondente falange media nella prima articolazione interfalangea. La forma complessiva della prima falange è descrivibile come quella di una mezza clessidra dalla superficie inferiore concava. Sulla base della falange prossimale dell'alluce si inserisce centralmente il tendine dei muscoli estensore breve e flessore breve dell'alluce, mentre medialmente si inserisce il tendine dell'adduttore dell'alluce. Sulla base della falange prossimale di secondo, terzo e quarto dito si inseriscono medialmente i muscoli interossei plantari, lateralmente gli interossei dorsali. Infine, sulla base della falange prossimale del quinto dito si inserisce medialmente il muscolo interosseo plantare e lateralmente l'abduttore del quinto dito. Sono vascolarizzate dalle arterie digitali dorsali. Si ossificano a partire dalla 11ª-15ª settimana.
- La falange media o falange intermedia di un dito è detta anche falangina o seconda falange. Di norma è presente in tutte le dita tranne l'alluce. La falange media è simile alla falange prossimale, ma si presenta molto più corta, all'incirca la metà, e con una diafisi proporzionalmente più larga. La base della falange media presenta una cavità articolare rivestita di cartilagine e attraversata da una piccola cresta. Questa si continua sul margine plantare della base della falange nella fibrocartilagine articolare della falange media formando un'incisura che, articolandosi con la troclea della prima falange, forma la prima articolazione interfalangea. La testa della seconda falange, similmente alla testa della prima, presenta la troclea della testa della seconda falange che articolandosi con la base della terza falange forma la seconda articolazione interfalangea. Sulla faccia dorsale della base delle falangi intermedie si inseriscono i tendini del muscolo estensore breve delle dita mentre su quella plantare si inserisce il muscolo flessore lungo delle dita. Le falangi medie sono vascolarizzate dalle arterie digitali dorsali e plantari e si ossificano a partire dalla 15ª settimana.
- La falange distale di un dito è detta anche falangetta, terza falange o falange ungueale. La falange distale è la più breve, con un'ampia base che, similmente alla falange media, presenta una cavità articolare rivestita di cartilagine. La cavità articolare della base della falange è attraversata da una breve cresta che, continuandosi nella fibrocartilagine articolare della falange distale, forma un'incisura che, articolandosi con la trocle a della seconda falange, forma la seconda articolazione interfalangea. La testa della terza falange invece si appiattisce ed assume forma triangolare, formando il triangolo della testa della terza falange. La superficie dorsale del triangolo funge da supporto per l'unghia, formandone il letto, mentre quella plantare funge da supporto per i polpastrelli delle dita del piede. Sulla base delle falangi distali delle ultime quattro dita del piede, presso la superficie dorsale, si inseriscono i tendini del muscolo estensore lungo delle dita mentre sulla superficie plantare si inserisce il muscolo flessore breve delle dita. Sulla base della falange distale dell'alluce invece si inseriscono il muscolo estensore lungo dell'alluce ed il muscolo flessore lungo dell'alluce. Le falangi distali delle dita dei piedi sono vascolarizzate dalle arterie digitali plantari e si ossificano a partire dalla 9ª-12ª settimana.